# George Martin (producer)
George Henry Martin (Holloway in Londen, 3 januari 1926 – Islington in Londen, 8 maart 2016) was een Britse muziekproducent. Hij werd soms gezien als 'de vijfde Beatle' door zijn werk als producer en vaak ook arrangeur van (op een na) alle platen van The Beatles. Uit waardering voor zijn bijdrage aan de muziekindustrie kreeg hij in 1996 de titel 'Sir' als Commander of the Order of the British Empire (CBE).

## Levensloop

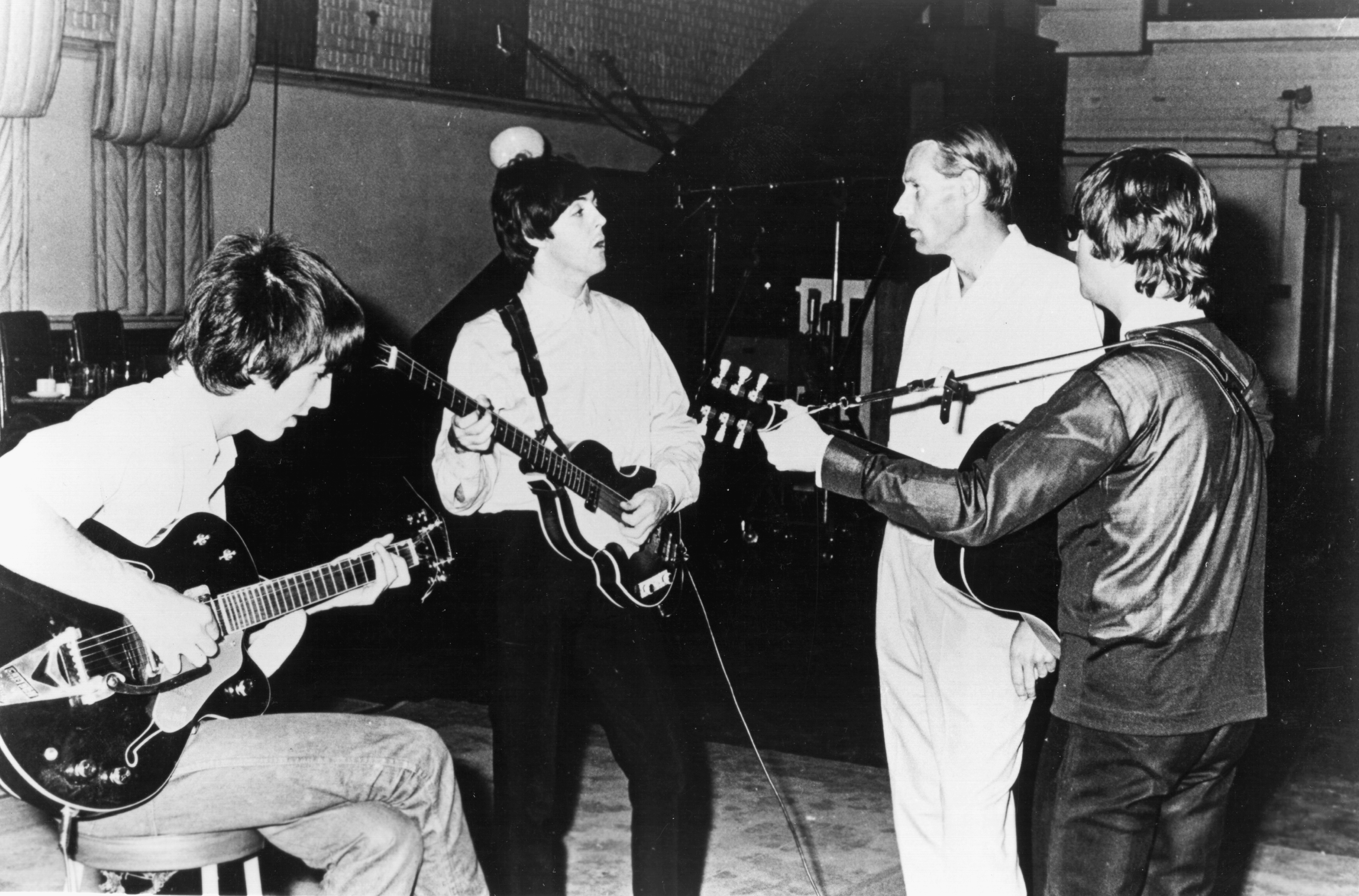
V.l.n.r. George Harrison, Paul McCartney, George Martin en John Lennon in de EMI Studios aan Abbey Road (Londen) in 1964.

Na zijn opleiding als pianist en hoboïst aan de Guildhall School of Music and Drama werkte Martin korte tijd bij de afdeling klassieke muziek van de BBC. In 1950 kwam hij bij EMI, waar hij producer was voor onder anderen Spike Milligan en Peter Sellers. Hij werd in 1955 binnen EMI manager van het platenlabel Parlophone. In 1962 zette hij op verzoek van Brian Epstein een auditie op voor de Beatles, nadat die door het concurrerende Decca waren afgewezen. Het werd het begin van een lange relatie, waarin Martins gedegen muzikale opleiding hielp het gat te overbruggen waardoor zijn instrumentaties de band uiteindelijk het geluid gaven waar ze naar streefden. Aan een nummer als Eleanor Rigby leverden de Beatles zelfs alleen vocale bijdragen, voor de begeleiding had Martin een arrangement voor strijkinstrumenten gemaakt. 
In 1970 gingen de Beatles uit elkaar en hun laatste album Let It Be, oorspronkelijk geproduceerd door George Martin, werd afgemaakt door Phil Spector. Na zijn periode als producer van de Beatles componeerde Martin filmmuziek voor onder meer de James Bondfilm Live and Let Die en produceerde hij diverse albums van onder anderen Paul McCartney, de groepen America en EL&P, Kate Bush en Jeff Beck. In 1997 produceerde hij het nummer Candle in the Wind van Elton John.
Om zeker te zijn welk album het laatste zou zijn dat hij ooit produceerde bracht hij in 1998 het album In My Life uit. Hiervoor bracht hij artiesten bij elkaar die hij, naast de Beatles, altijd al had gewaardeerd, onder wie Jeff Beck, Phil Collins en Céline Dion. Het project leverde een aantal ongebruikelijke coverversies van Beatlenummers op.
George Martin werd 90 jaar.

## Nummer 1-hits in Nederland
George Martin produceerde naast The Beatles talloze andere artiesten. In Nederland is hij recordhouder voor wat betreft het aantal nummer 1-hits dat hij scoorde als producer: 22 stuks, 21 van The Beatles en een van Elton John (Candle in the Wind '97):
1. I Want to Hold Your Hand (1964)
2. Can't Buy Me Love (1964)
3. Long Tall Sally (1964)
4. A Hard Day's Night (1964)
5. I Should Have Known Better (1964)
6. I Feel Fine (1965)
7. Rock and Roll Music/No Reply (1965)
8. Ticket to Ride (1965)
9. Help! (1965)
10. Yesterday (1965)
11. We Can Work It Out/Day Tripper (1965)
12. Michelle (1966)
13. Paperback Writer (1966)
14. Yellow Submarine/Eleanor Rigby (1966)
15. Penny Lane/Strawberry Fields Forever (1967)
16. All You Need is Love (1967)
17. Hello, Goodbye (1967)
18. Hey Jude (1968)
19. Get Back (1969)
20. The Ballad of John and Yoko (1969)
21. Let It Be (1970)
22. Candle in the Wind '97 (1997)

- Biblioteca Nacional de España: XX1673559
- Bibliothèque nationale de France: cb14012473q (data)
- Gemeinsame Normdatei: 129449539
- International Standard Name Identifier: 0000 0001 1473 8741
- Library of Congress Control Number: n79115737
- Nationale Bibliotheek van Letland: 000091429
- MusicBrainz: 26fa8b67-6c7f-406c-ad64-a1d070092df2
- Bibliotheek van het Japanse parlement: 00471138
- Nationale Bibliotheek van Tsjechië: js20070302004
- Nationale Bibliotheek van Israël: 987010326476005171
- Nationale Bibliotheek van Polen: a0000001686648
- Nederlandse Thesaurus van Auteursnamen: 401410617
- Istituto Centrale per il Catalogo Unico: MILV327299
- LIBRIS: 272446
- Système universitaire de documentation: 076367746
- Virtual International Authority File: 100987436
- WorldCat: E39PBJfh7gwpRCmvcD4w8WhGpP